# Kottbusser Tor (metrostation)
Kottbusser Tor is een station van de metro van Berlijn, gelegen op en onder het gelijknamige plein in de Berlijnse wijk Kreuzberg. Het metrostation bestaat uit twee delen: een viaductstation voor van lijn U1 en U3 en een ondergronds perron voor lijn U8. Het complex staat in zijn geheel onder monumentenbescherming. De naam van het plein en het station stamt van een voormalige poort in de Berlijnse stadsmuur op deze locatie, de Cottbuspoort.
Het bovengrondse station opende op 18 februari 1902 opende als onderdeel van de eerste metrolijn in Berlijn. Het station bevond zich oorspronkelijk aan de oostzijde van het plein en werd ontworpen door het ontwerpbureau van Siemens & Halske. Het metrostation had twee zijperrons kwam uiterlijk grotendeels overeen met het oostelijker gelegen Görlitzer Bahnhof aan dezelfde lijn. Om een betere overstap op de in het eind van de jaren 1920 geopende Gesundbrunnen-Neukölln-Bahn te realiseren werd 100 meter ten westen van het oorspronkelijke station een nieuw station gebouwd, dat op 4 augustus 1929 in gebruik kwam. Het nieuwe station werd ontworpen door Alfred Grenander en Alfred Fehse en kreeg een eilandperron, wat inmiddels de standaard was geworden in de Berlijnse metro. Evenals het oude station, dat afgebroken werd, bestaat het huidige viaductstation uit een constructie van glas en staal. Het boven het midden van het plein gelegen metrostation beschikt over een grote lichtkoepel in het dak, waardoor er overdag geen verlichting nodig is.

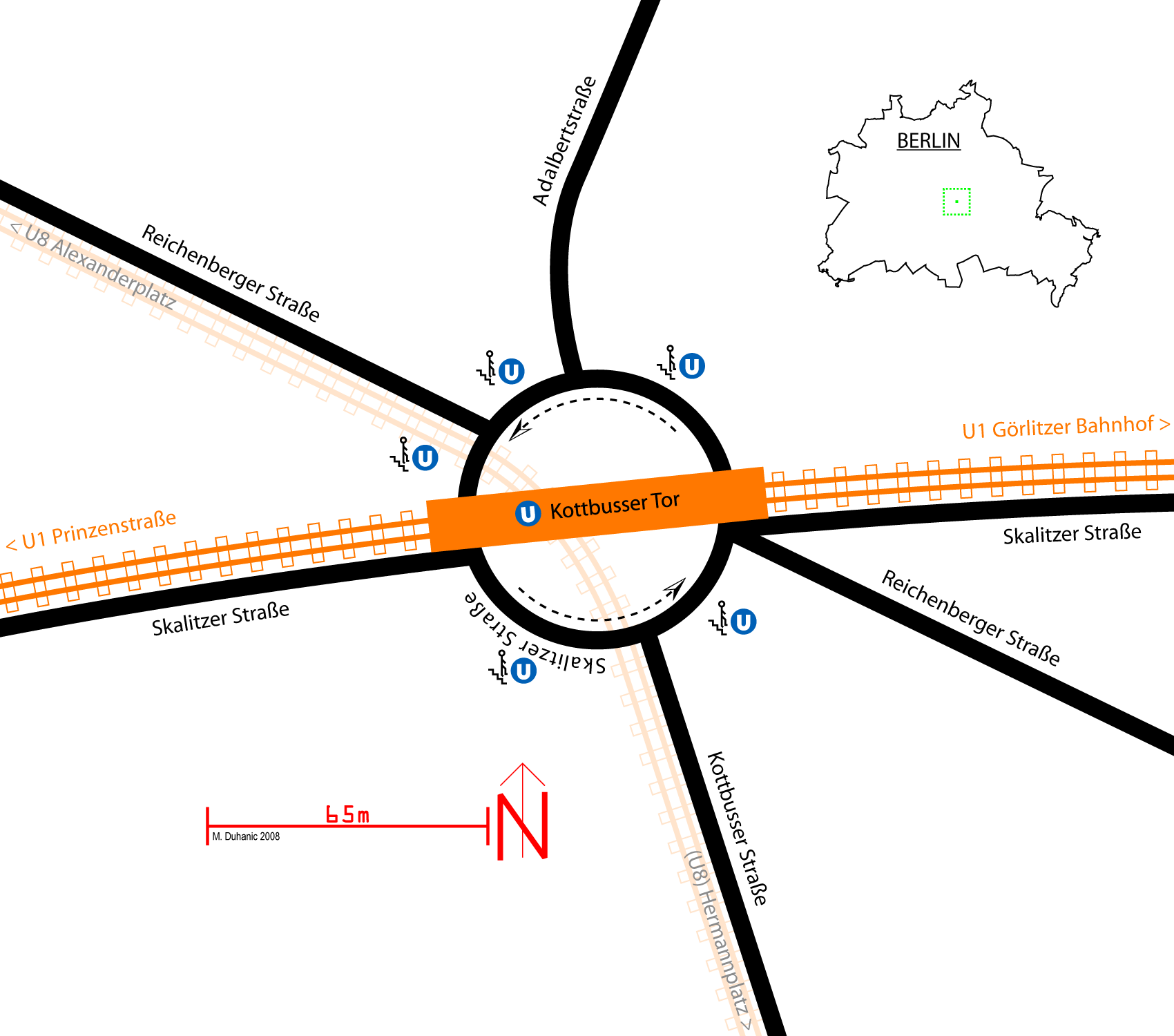
Situering van het station

Het ondergrondse station Kottbusser Tor opende op 12 februari 1928, tegelijk met de eerste noordelijke verlenging van de GN-Bahn (lijn D, tegenwoordig U8). Het station is bekleed met lichtlila tegels en heeft een eilandperron. Vanwege de overstapfunctie is het perron breder dan elders, waardoor er twee rijen steunpilaren nodig zijn. In het midden van het perron bevinden zich trappen naar de stationshal, van waaruit diverse uitgangen naar alle zijden van het plein uitwaaieren. Aan het noordelijke uiteinde is er een directe uitgang naar de straat, de voormalige zuidelijke uitgang is buiten gebruik. Roltrappen verbinden de stationshal met het perron van lijn U1 en U3. Het bovengrondse station beschikt aan de uiteinden ook over direct naar de straat leidende trappen.